# リニー

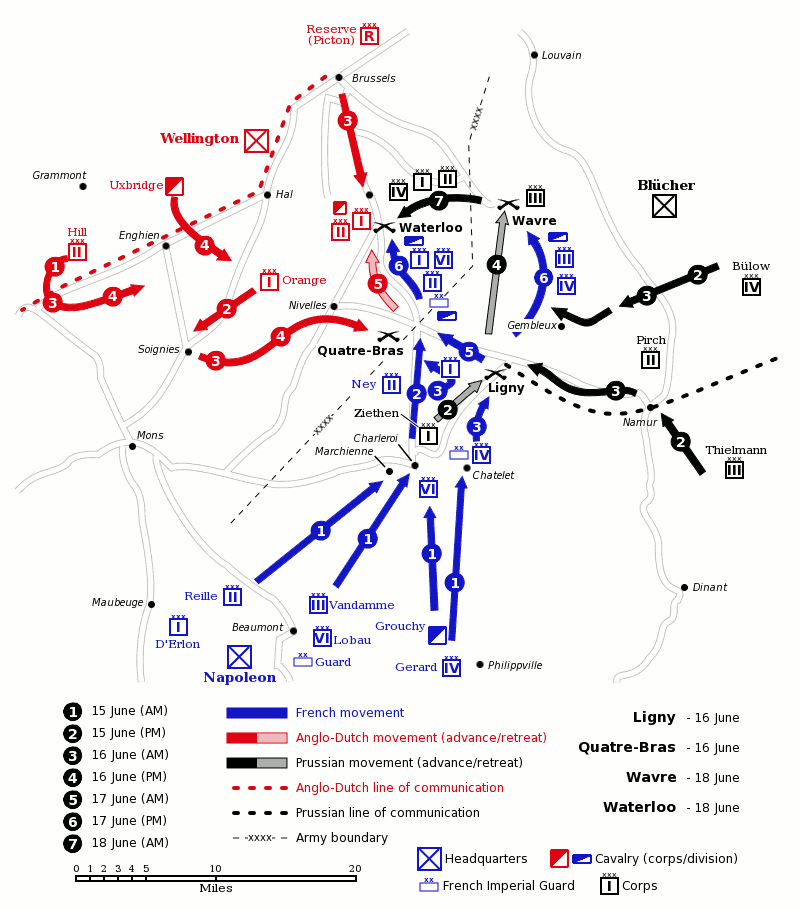
ワーテルロー戦役マップ

リニー（フランス語:Ligny、ワロン語:Lignè）は、ベルギーのナミュール州の基礎自治体であるソンブレッフの一地区。
1977年の基礎自治体の合併（Fusion de communes en Belgique）以前は、一つの基礎自治体であった。現在は、2,000人近い住民が住んでいる。
リニーはワーテルローの戦いの2日前の1815年6月16日に行われたリニーの戦いが行われた戦場として知られている。この戦いはナポレオン・ボナパルトの最後の勝利となった。